# Cementerio de Aoyama

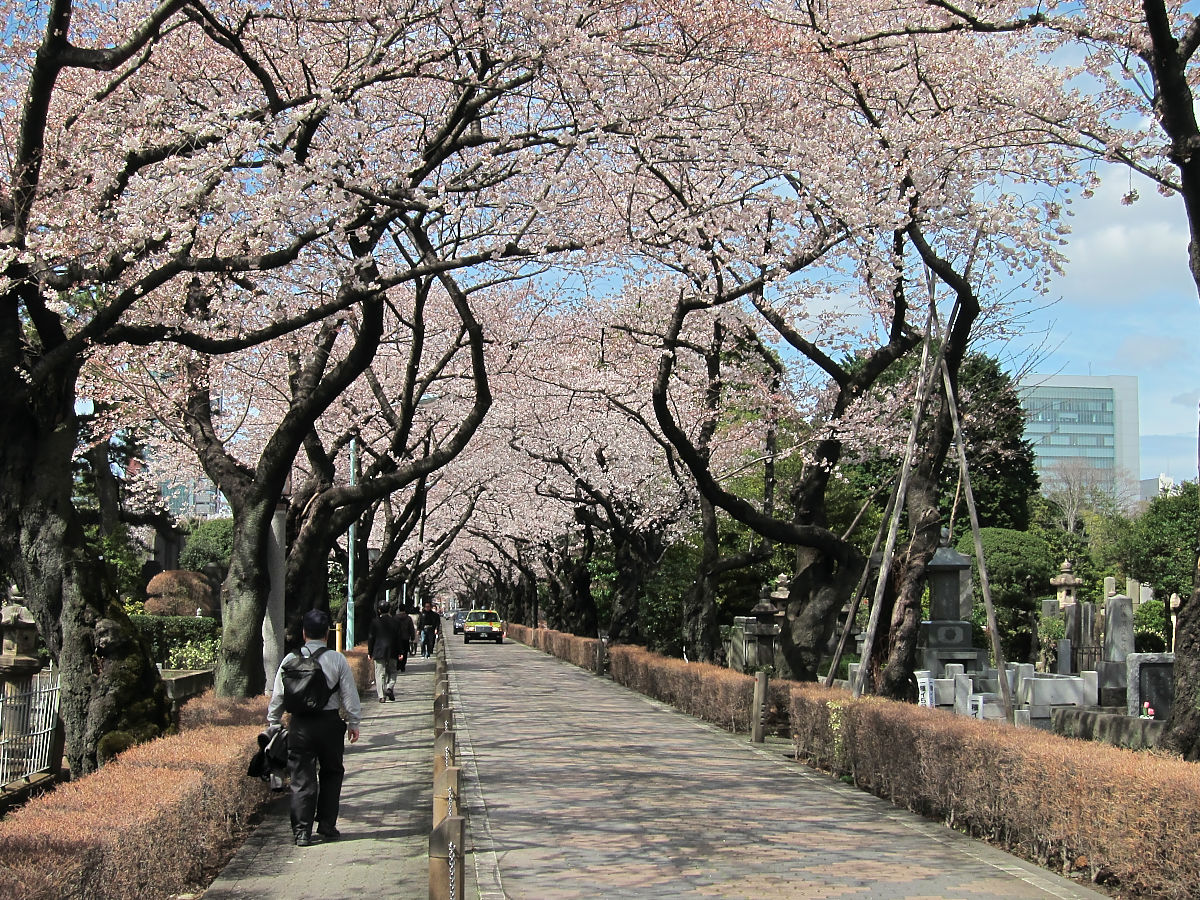
Vista del cementerio con la floración

El Cementerio de Aoyama (en japonés: 青山霊園) es un cementerio de Aoyama, Minato, en la ciudad de Tokio, la capital del país asiático de Japón, que es administrado por el Gobierno Metropolitano de Tokio. El cementerio también es famoso por sus flores de cerezos, y en la temporada de hanami, muchas personas lo visitan.
El cementerio fue originalmente la tierra de la familia Aoyama del clan Gujō (ahora Gujō, Gifu) en la provincia de Mino (ahora Gifu). Este es el primer cementerio público de Japón.
El cementerio tiene una superficie de 263 564 metros cuadrados.
Varios personajes conocidos de la historia japonesa están enterrados allí, así como un perro, Hachiko, que en la cultura japonesa representa la lealtad de los perros a sus amos. 